# امیرآباد (سرخس)
امیر آباد روستایی است در بخش مرزداران شهرستان سرخس، استان خراسان رضوی.
این روستا در ۱۲۰ کیلومتری جنوب شرقی سرخس و ۵/۱ کیلومتری ساحل شمالی کشف رود و در دامنه شرقی رشته کوه مزدوران قرار دارد. ارتفاع آن از سطح دریا ۷۰۰ متر و آب و هوای آن معتدل و کوهستانی است.

## منبع
- عباس جعفری (۱۳۸۴)، گیتاشناسی ایران جلد سوم